# 尼采：在世纪的转折点上
《尼采：在世纪的转折点上》由中国学者周国平于1985年3月写就，本書一共九章，汝信作序，在文中对周国平的努力与贡献作了中肯的评价。
《尼采：在世纪的转折点上》不是一部传统意义的生平传记，而是一部记录尼采思想发展的“思想传记”。本书是文革后首次正面评价并热情肯定尼采的作品，由于作者在写作中融入了自己的主观感情因素，更容易引起同时代人的共鸣，遂在当时引起人们的广泛关注。
本书相对于专门的哲学著作，更浅显易懂，不失为初读尼采者的入门读物。

## 出版信息
- ISBN 7-208-00467-6

本书由上海人民出版社首版于1986年7月。据周国平本人在该书的《重印弁言》里记载，“8个月内4次印刷，计9万册。这个数字不能说小，在当时算得上是非常畅销的书了”。至2005年1月的第12次印刷，定价16.00元，印数总计已达151,400册。